# Cartagena (stacja metra)
Cartagena – stacja początkowa metra w Madrycie, na linii 7. Znajduje się na granicy dzielnic Chamartín i Salamanca, w Madrycie i zlokalizowana jest pomiędzy stacjami Avenida de América i Parque de las Avenidas. Została otwarta 17 maja 1975.